# Maria Sylvia Nunes
Maria Sylvia Ferreira da Silva Nunes (Belém, 7 de janeiro de 1930 - 5 de março de 2020) foi uma diretora de teatro e professora brasileira, tendo sido docente da Universidade Federal do Pará (UFPA), da qual recebeu o título de professora emérita.
Filha do desembargador Cursino Loureiro da Silva e da professora Raimunda Ferreira da Silva, formou-se em direito pela Faculdade de Direito do Pará (posteriormente encampada pela UFPA) em 1952, tendo cursado a faculdade juntamente com Benedito Nunes, com quem se casou no ano de sua formatura. Juntos fundaram em 1962 a Escola de Teatro e Dança da Universidade Federal do Pará, onde Maria Sylvia lecionou estética.
Também na década de 60 dirigiu a primeira montagem brasileira de Morte e Vida Severina, inspirada na obra de João Cabral de Melo Neto, e que inovou a linguagem teatral.
Em sua homenagem foi dado pelo governo do Pará, em 2002, o nome do Teatro Maria Sylvia Nunes, no complexo cultural Estação das Docas, em Belém.
Lecionou na Universidade Federal do Pará durante trinta anos, e em 2019 recebeu o título de professora emérita da universidade.